# Drakensbergena ochracea
Drakensbergena ochracea är en insektsart som beskrevs av Rauno E. Linnavuori 1979. Drakensbergena ochracea ingår i släktet Drakensbergena och familjen dvärgstritar. Inga underarter finns listade i Catalogue of Life.